# Strophobolus immigrans
Strophobolus immigrans är en mångfotingart som beskrevs av Chamberlin 1920. Strophobolus immigrans ingår i släktet Strophobolus och familjen slitsdubbelfotingar. Inga underarter finns listade i Catalogue of Life.